# Killa Sin
Killa Sin, född Jeryl Grant, är den till hiphopkollektivet Wu-Tang Clan anslutna gruppen Killarmys förmodligen mest kända rappare. Han medverkar på Killarmy-albumen och i låtar av andra Wu-tang-medlemmar som gästartist. Killa Sin sjunger verser i bland annat "The bronzemen", "Dress to kill", "Dart Tournament" och "Soldiers Of Darkness".
Killa Sin är bror till Oli "Power" Grant, en av Wu-Tang Clan's grundare.